# 死亡細胞
《死亡細胞》（中国大陆又译作）是一款融合Roguelike與類銀河戰士惡魔城要素的遊戲，由Motion Twin團隊開發。遊戲從2017年5月開始搶先體驗階段，2018年8月7日於Windows、MacOS、Linux、PlayStation 4、Xbox One、任天堂Switch等平台正式發售，2020年6月2日在Android平台發售。
遊戲中玩家將扮演一個被不明細胞寄生的屍體，在地牢中探索並尋找出路。地牢中充滿各種武器裝備、道具等收集要素，但也要注意陷阱和死靈生物的威脅。玩家也需要收集「細胞」來換取角色能力與武器的升級。每次死亡便會失去身上全部的細胞與裝備，並從最初的關卡重新開始，此外地圖都是隨機生成。開發團隊Motion Twin表示本作受到《以撒的結合》不少的啟發。

## 遊玩方式

主角手持斧頭與大型敵人進行戰鬥

官方形容《死亡細胞》是一款「Roguevania」－結合Roguelike與Metroidvania（類銀河惡魔城）的自創名詞。本作具備Roguelike的隨機生成地圖、永久死亡機制，以及類銀河戰士惡魔城的非線性關卡、角色成長等要素。玩家操作一具生前是地牢囚犯的屍體，這具屍體被一團細胞寄生而開始行動。遊戲地圖分為數個大型地城關卡，在探索過程中擊敗怪物、收集武器裝備、金錢以及「細胞」。這種細胞主要由擊殺敵人來獲得，作為一種貨幣來跟NPC換取新能力或新裝備，諸如增加回血藥劑的使用次數、提升可回收的金錢數量、改變武器附加屬性...等等，但只有在每個地城的起點才能跟商人交易這些細胞。流程中玩家有機會取得特定武器裝備的「藍圖」，擁有藍圖並找到商人，才能花費細胞解鎖新的武器或道具。一旦玩家死亡，之前在流程中收集到的細胞、武器、裝備以及部分金錢都會被回收，然後以空身的狀態從最初地城重新開始。解鎖過藍圖的武器裝備雖然不可能永遠留在身上（死後就被回收），但會隨機出現在地城之中。
遊戲的戰鬥概念類似「魂系列」－高難度的敵人、高機率的死亡、在死亡中學習經驗。戰鬥的變化性與自由度很高，角色操作直覺且流暢，打擊感充足。主角可以翻滾來閃避敵人攻擊，裝備盾牌可進行防禦或盾反，武器諸如刀、劍、弓、槍、鞭等，有近程也有遠程，此外還有像冰凍炸彈、自動射擊的箭塔等輔助裝備，多元化的要素讓玩家自由搭配並創造新的戰鬥策略。
遊戲的Steam版支援工作坊功能，讓玩家可分享自創的遊戲模組。此外也支援實況模式，實況主透過Twitch實況遊戲，觀眾可進行投票並對遊戲過程直接產生影響，例如決定寶箱開出何種武器、怪物的強度高低、回復角色血量等諸多效果。

## 開發
《死亡細胞》的開發團隊Motion Twin從2001年開始便專注於製作免費網頁遊戲與手機遊戲。後來該工作室發覺遊戲市場日趨複雜，追求獲利的過程也逐漸讓人感到疲乏，因此他們決定照其自身的興趣來開發一款新遊戲－結合像素風格與高難度的硬派小眾作品。《以撒的結合》對於本作影響甚深，《以撒》讓玩家可以自由「選擇」獲得的道具，Motion Twin認為這就是該類型遊戲的最大樂趣。
最初開發時，Motion Twin將遊戲設計成塔防為主的形式，戰鬥模式主要是放置砲塔或其他陷阱來迎擊怪物，但Motion Twin隨後便發現這種方式並不有趣。他們從《絕地要塞2》的工程師職業獲得了靈感，工程師本身戰鬥力不算特別強大，但能使用砲塔與建築等輔助技能來影響戰局。《死亡細胞》學習了這種模式，塔防與陷阱道具轉變為輔助技能之一，戰鬥以近戰武器為主。Motion Twin不想讓玩家只能使用單一武器或技能，因此設計了50多種不同的武器與技能，此外也加入了Roguelike的要素，每局新遊戲遇到的敵人配置、武器道具都是隨機生成，以避免產生重複感，並保持戰鬥的獨特性與新鮮感。
Motion Twin選擇Steam平台的搶先體驗方式推出測試版遊戲，以便了解玩家的喜好，並能及時獲得關於遊戲機制與平衡度的反饋。製作團隊的首席設計師Sébastien Bénard曾估計在搶先體驗時期有40%到50%的變化內容是透過玩家反饋而來的。2017年5月10日，遊戲在Steam上推出搶先體驗，支援Windows系統。2017年11月在GOG平台發售，提供了另一個遊戲購買途徑。2018年1月，官方表示將在PlayStation 4、Xbox One與任天堂Switch等家機平台推出，也期望能在PC和家機同步推出正式版遊戲。2018年6月26日，在搶先體驗期間推出MacOS和Linux版本。
2018年8月7日，遊戲結束了搶先體驗階段，正式版於PC和家機平台同步發售，PS4與Switch繁體中文版也一同發售，歐美地區的PS4與Switch實體版也將在8月中發售。
2021年2月4日，哔哩哔哩正式代理该游戏在中国大陆的发行权，游戏名称改为《重生细胞》。

## 評價
| 汇总媒体   | 得分                                           |
| ---------- | ---------------------------------------------- |
| Metacritic | PC：91/100 PS4：87/100 NS：92/100 XONE：89/100 |

| 媒体          | 得分   |
| ------------- | ------ |
| Destructoid   | 9/10   |
| Game Informer | 9/10   |
| GameSpot      | 9/10   |
| PC Gamer美国  | 90/100 |

《死亡細胞》在搶先體驗階段便已受到不少玩家好評，正式版發售後亦獲得媒體普遍的讚賞。遊戲的PC版在Metacritic上獲得了91/100的媒體平均分數。
GameSpot給予遊戲9/10的分數。評論者認為遊戲是Roguelike以及《銀河戰士》的平台遊戲類型的結合。即使Roguelike類型具有的隨機重置特性與《銀河戰士》的角色成長機制，兩者看似互相衝突，但《死亡細胞》將這兩種類型的特色融合得恰到好處。遊戲機制讓玩家必須不斷經歷死亡的過程，並從失敗中學習。遊戲中充滿各種危險的陷阱與敵人，但在畫面與音效上也會給予玩家充足的提示，例如每個敵人身上都會發光、每種敵人的造型顏色都很鮮明。雖然玩家死亡後就會變得一無所有，但仍能透過收集「細胞」來解鎖升級要素，讓玩家產生逐漸進步的動力。遊戲唯一的缺點，可能是達成部分升級要素所需的收集過程有些過於冗長。
PC Gamer給予遊戲90/100的分數。評論者認為本作結合了《惡魔城》複雜的地圖設計、《黑暗靈魂》的高風險流程、《暗黑破壞神》的武器隨機數值、《Spelunky》的隨機生成地圖等要素。遊戲華麗的美術風格、人物動畫、音效設計都令人滿意。遊戲的隨機生成機制讓玩家充滿新鮮感，但也可能會讓玩家容易產生挫折。雖然可以收集細胞來解鎖永久的能力或裝備升級，但在每局的流程中不一定能即時撿到合適的武器或裝備，最終導致該局失敗。
游戏荣获2018年TGA最佳动作游戏奖，2018年金摇杆奖最佳独立游戏。

### 銷售
自2017年5月搶先體驗階段發售一週內銷量便已達成收支平衡，官方原先期望發售一個月內達到3萬銷量，結果在一週內就已超過。在搶先體驗一年後，銷量已超過73萬份。

## 外部連結
- 官方网站（英文）